# Friedrich Wilhelm von Erdmannsdorff
Friedrich Wilhelm von Erdmannsdorff báró (Drezda, 1736. május 18. – Dessau, 1800. március 9.) német építész, a korai német klasszicizmus kiemelkedő mestere.
III. Lipót Frigyes Ferenc anhalt–dessaui herceggel tanulmányutakat tett Franciaországban, Angliában és Olaszországban. Utóbb a herceg udvari építőmestere lett, Dessauban kalkografiai intézetet alapított.  Az 1769-72 között épült wörlitzi kastély az egyik híres műve, de számos más nagyszabású épület tervét is ő készítette (például Georgium és Luisium).